# 二ツ小屋町
二ツ小屋町（ふたつごやちょう）は、群馬県太田市にある地名（町丁）。郵便番号は370-0417。

## 概要
尾島地区にある町丁。

## 地理
南部に利根川が流れており、埼玉県と接している。

### 近隣町丁
- 武蔵島町
- 前島町
- 堀口町
- 前小屋町

## 世帯数と人口
2022年（令和4年）3月31日現在の世帯数と人口は以下の通りである。
| 町丁       | 世帯数 | 人口  |
| ---------- | ------ | ----- |
| 二ツ小屋町 | 80世帯 | 202人 |

## 交通

### 鉄道
町内に鉄道は通っていない。

### 道路
- 国道17号